# Света Параскева (Палео Елевтерохори)
Вижте пояснителната страница за други значения на Света Параскева.
„Света Параскева“ (на гръцки: Aγίας Παρασκευής) е православна църква в село Палео Елевтерохори, Егейска Македония, Гърция, част от Китроската, Катеринска и Платамонска епархия. Църквата е гробищен и енорийски храм, разположен в източната част на селото и датира от XIX век.
В 1985 година храмът е обявен за защитен паметник на културата.